# Borstiger Steinsame
Der Borstige Steinsame (Lithodora hispidula) ist eine Pflanzenart aus der Gattung der Lithodora innerhalb der Familie der Raublattgewächse (Boraginaceae). Die etwa drei Unterarten sind im östlichen Mittelmeerraum verbreitet.

## Beschreibung

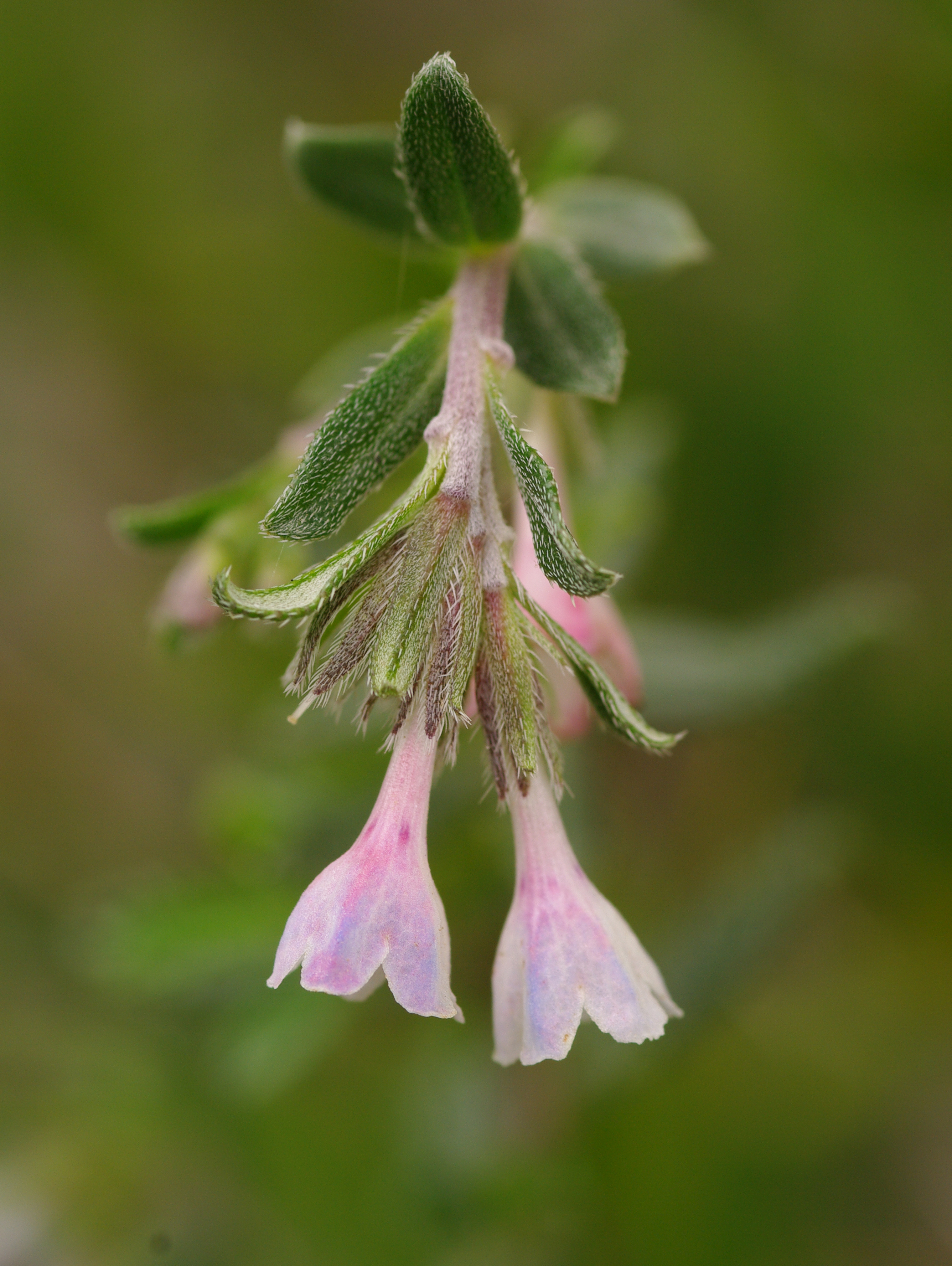
Blüten mit Kelch und Krone

### Vegetative Merkmale
Der Borstige Steinsame ist ein locker verzweigter Zwergstrauch, der Wuchshöhen von 10–40 Zentimetern erreicht und große Polster bilden kann. Die Rinde der Zweige ist angedrückt weiß borstig behaart.
Die dunkelgrünen, lederigen Laubblätter sind schmal eiförmig-länglich. Sie sind oberseits locker mit abstehenden, auf kleinen Höckern stehenden, kurzen Borsten besetzt und unterseits angedrückt borstig. Am Rand sind sie stachelig-borstig.

### Generative Merkmale
Die Blütezeit liegt zwischen Februar und Mai. Die zwittrigen Blüten sind radiärsymmetrisch und fünfzählig mit doppelter Blütenhülle. Der fast ganz geteilte Kelch ist borstig. Die außen kahle Blütenkrone ist etwa 12 Millimeter lang, sie ist zuerst weiß und wird später rosafarben bis blau. Im Schlund ist sie ohne Haare oder Schlundschuppen. Es wird gewöhnlich nur ein Nüsschen gebildet, das weiß und fein warzig ist.

## Vorkommen
Der Borstige Steinsame kommt im östlichen Mittelmeerraum von Libyen und Kreta bis zur Türkei, Zypern und dem Gebiet von Syrien und Libanon vor. Er gedeiht in der Garigue und in Kiefernwäldern.

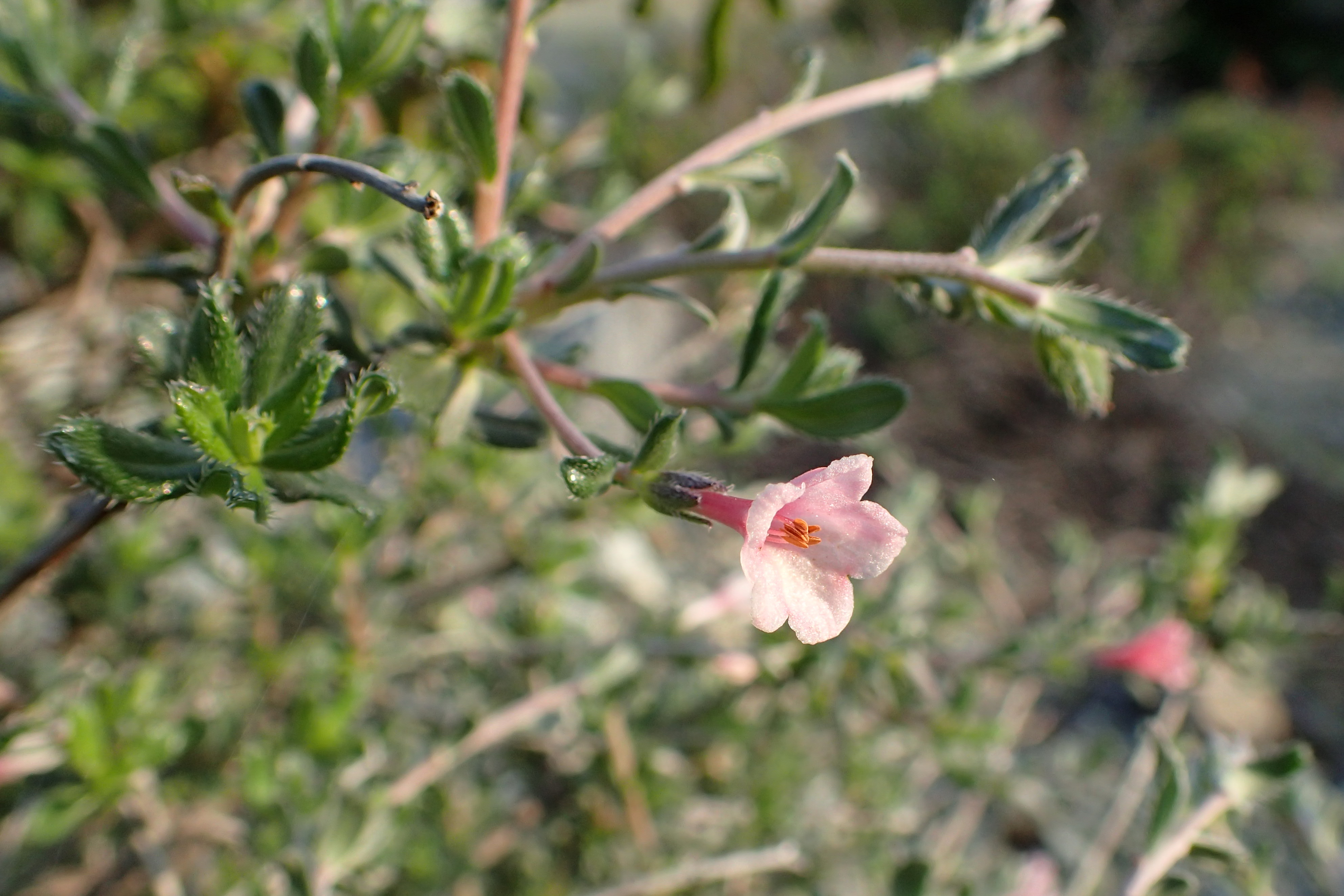
Lithodora hispidula subsp. versicolor

## Systematik
Die Erstbeschreibung erfolgte 1806 unter dem Namen (Basionym) Lithospermum hispidulum durch James Edward Smith in Florae Graecae Prodromus, 1, Seite 114, erstbeschrieben. Die Neukombination zu Lithodora hispidula (Sm.) Griseb. wurde 1846 durch August Grisebach in Spicilegium florae rumelicae et bithynicae ... 2, Seite 531, indem er sie in die von ihm neu aufgestellte Gattung Lithodora stellte.
Je nach Autor gibt es von Lithodora hispidula etwa drei Unterarten:
- Lithodora hispidula subsp. cyrenaica (Pamp.) Brullo & Furnari (Syn.: Lithospermum hispidulum var. cyrenaicum Pamp.): Sie kommt nur in Libyen vor.[2]
- Lithodora hispidula (Sm.) Griseb. subsp. hispidula: Sie kommt auf Kreta, auf Inseln in der Ägäis und in der Türkei vor.[2]
- Lithodora hispidula subsp. versicolor Meikle: Sie kommt in Zypern, in der Türkei und im Gebiet von Libanon und Syrien vor.[2]